# Informační a komunikační technologie pro rozvoj
Informační a komunikační technologie pro rozvoj (anglicky Information and Communication Technologies for Development – ICT4D) je označení, jež se používá pro takový způsob využívání informačních a komunikačních technologií (ICT), který směřuje k udržitelnému rozvoji.

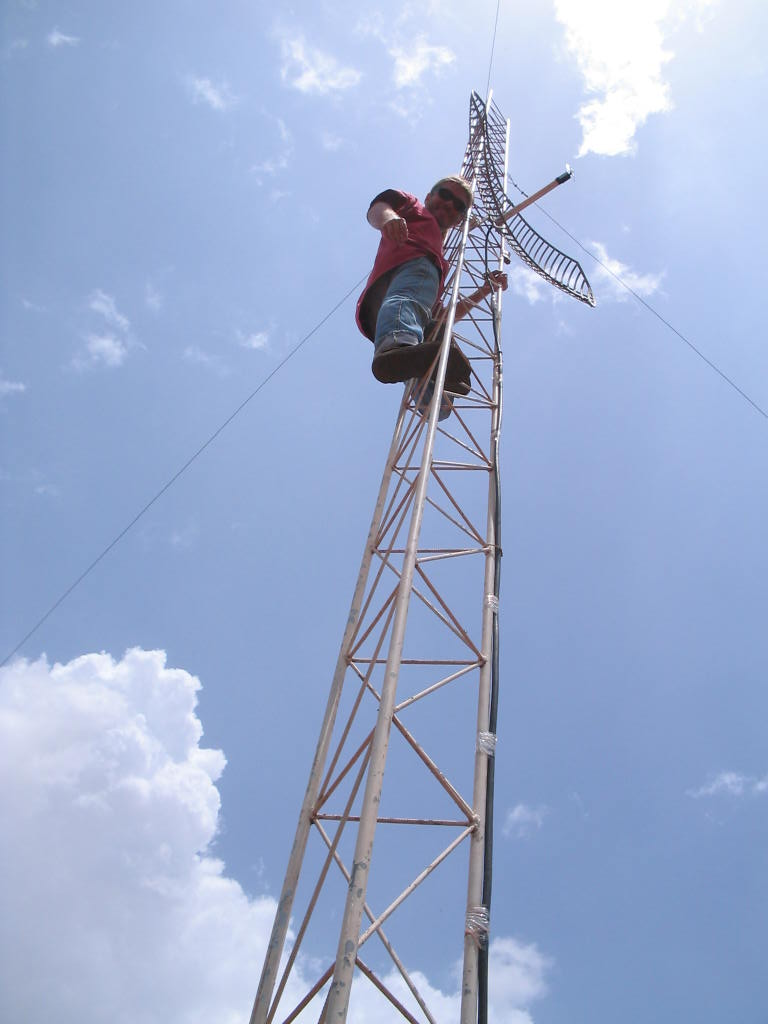
Instalování wifi vysílače v Mali

První pokusy o aplikaci ICT v rozvojových zemích byly učiněny v polovině padesátých let 20. století. Poprvé bylo použití počítače v oblasti rozvoje zaznamenáno v roce 1956 v Indii. Jednalo se o model HEC-2M, který byl použit v Indickém statistickém institutu. Používal se při počítání a tvorbě statistických analýz v rámci Indického národního plánu, tzv. Druhého pětiletého období (1956-61). Od té doby jsou ICT využívány ve všech oblastech rozvoje po celém světě, jak ve státech vyspělých, tak rozvojových, přičemž v posledních dekádách množství jejich zavádění značně roste.
V roce 2003 byly na Světovém summitu o informační společnosti (World Summit on the Information Society - WSIS) navrženy konkrétní kroky, které mohou být učiněny při využívání ICT k udržitelnému rozvoji. Jako stěžejní jsou vymezeny tyto oblasti (a jejich průniky s ICT): veřejné správa (e-government), podnikání (e-business), vzdělávání (e-learning), zdravotní péče (e-health), zaměstnanost (e-eymployment), životní prostředí (e-environment), zemědělství (e-agriculture) a věda (e-science).
V září 2015 byly Organizací spojených národů přijaty Cíle udržitelného rozvoje. Mezinárodní telekomunikační unie (ITU) v tomto roce také vytvořila studii, v níž je obsažen návod, jak jednotlivé Cíle plnit prostřednictvím ICT. Ze studie ITU vyplývá, že informační a komunikační technologie hrají zásadní roli pro naplňování všech 17 Cílů udržitelného rozvoje. K dosažení prvního cíle (ukončení chudoby) může ICT přispět prostřednictvím rozvoje pracovních míst v digitálním prostředí, výměnou informací a znalostí mezi jednotlivými aktéry, nižšími transakčními náklady při nakupování zboží či služeb, popř. jejich sdílením (viz koncepce digitální ekonomiky). Technologie mohou být využity např. i při odstraňování genderového znevýhodnění skrze propojování a zapojování žen a dívek do aktivit v digitálním prostředí, které může nabízet onlinovou oporu jejich občanských práv (evolby, anonymní upozorňování na diskriminaci, svobodná diskuze na sociálních sítích, elearningové programy zaměřené na vzdělávání, informování o právech a právní poradenství, atd.), ve studii jsou dále rozpracovány všechny cíle a podcíle a vymezeny možnosti využití ICT při jejich naplňování.
Informační a komunikační technologie jsou důležité jak pro klasické vzdělávání, tak i při výuce dětí se speciálními potřebami. Pro udržitelný rozvoj jsou důležité technologie zajišťující otevřený přístup k informacím, v poslední dekádě došlo k prudkému rozvoji technologií založených na myšlence volného sdílení poznatků (MOOC, Wikimedia software - zejména Wikipedia, atd.). Otevřené vzdělávací zdroje tak mohou pomoci ke snížení nerovností jak ve vzdělávání, tak v životě.